# جي. دبليو. س. تيت
جي. دبليو. س. تيت هو فيزيائي كندي، ولد في 28 أبريل 1912، وتوفي في 9 مارس 1993.